# أسامة نواف نزال
أسامة نواف نزال مواليد الكويت - الجهراء 1982 رسام كاريكاتير وفنان بصري معاصر فلسطيني مقيم في رام الله وهو من مدينة قلقيلية.
حاصل على شهاده بكالوريوس بالفن البصري المعاصر جامعة (كيو) الوطنية للفنون أوسلو وسافر للنرويج مرتين، بدأ مسيرته الكاريكاتورية بعد تأثره بمدرسة فنان الكاريكاتير الفلسطيني الراحل ناجي العلي الذي اشتهر (بحنظلة) بالأبيض والأسود ولاحقاً تابع فنان الكاريكاتير الراحل بهاء الدين بخاري برسوماته الملونة، رسم بالظلام لمدة 8 سنوات من سنة 1996 حتى 2004 دون أن ينشر كاريكاتير واحد عبر الإعلام، أول كاريكاتور رأى النور وانتشر بالصحافة كان سنة 2004 ثم بدأ المشوار لمدة عام حتى تم اعتقاله في سجون الاحتلال الإسرائيلي سنة 2005 وحكم بالسجن 6 ونصف من السنوات، قضى بالسجن مدة عامين وتم الإفراج عنه سنة 2007 رسم مجموعة من الرسومات وأقام أول معرض كاريكاتير داخل السجن، شارك بعدد من المعارض وتوجت إحدى أعماله الكاريكاتورية برسم الكوفية فيديو معروض الآن في متحف ياسر عرفات برام الله، اشتهر نزال برسوماته السياسية المناهضة للاحتلال والرسومات الاجتماعية للمطالبة بالحرية والعدالة والمساواة ونشر السلام، ما زال يستخدم أقلام الحبر الأسود والورق الأبيض ويستخدم الألوان عبر الكمبيوتر، ابتكر شخصية كاريكاتورية اسمها (أبو علي) وعائلة كارتونية تستخدم بالكاريكاتير الاجتماعي. 
شارك الفنان أسامة نزال بمسابقة كاريكاتير للنزاهه ومحاربة الفساد سنة 2014 وحصل على المرتبة الثانية على مستوى الوطن، قام الرئيس الفلسطيني محمود عباس بتكريمه ومنحه درع الشفافية وجائزة الهيئة لمحاربة الفساد.
نزال عضو في اتحاد العام للفنانيين التشكيليين وعضو مجلس إدارة الجمعية الفلسطينيه للفن المعاصر، تطوع بالأكاديمية الدولية للفنون، وعمل مع الأطفال من خلال نوادي الأطفال لتشجيعهم على التعبير عن الذات بالطرق السلمية ومن خلال الرسم، وتفريغ الطاقات.
ينشر كاريكاتير بمواقع إخبارية يومياً ومجلات أسبوعياً وشهرياً وعلى صفحة التواصل الاجتماعي.

## فاتورة فن الكاريكاتير
سنة 2014 إبان الحرب على غزة تعرض لشلال من المضايقات من قبل مستوطنين وإسرائيليين عبر رسائل إلكترونية عبر الفيسبوك والايميل لثنيه عن الرسوم التي تنتقد القوة المفرطة والعدوان الظالم على شعبه وقضيته العادلة التي يدفع ثمنها المواطن الفلسطيني الأعزل.
رصدت ونشرت المواقع الإعلامية الإسرائيلية المختصة بمراقبة الإعلام الفلسطيني وخاصة حقل الكاريكاتير. مجموعة كبيرة من رسومات الفنان نزال التي ينتقد بها العدوان المتكرر من قِبل قوات الاحتلال وقطعان المستوطنين وسياسات دولة إسرائيل بحق الشعب الفلسطيني، واتهامه بإثارة التحريض الإعلامي التي تخدم المقاومة الفلسطينية.
سنة 2014 بذكرى النكبة الفلسطينية 66 عام، قام رئيس الوزراء الإسرائيلي بنيامين نتانياهو عبر صفحته الشخصية - رئيس الوزراء الإسرائيلي - المتحدثه باللغة العربية بنشر رسمة كاريكاتير خاصه بالفنان نزال وتشبيهه برسمة كاريكاتير لرسام كاريكاتير ألماني نازي سنة 1930 ينتقد بها يهود ألمانيا، ويتهم الفنان أسامة نزال بأنه معادي للسامية ويمارس التحريض الإعلامي والعدوان.
سنة 2015 تعرض لتهديد من قِبل داعش ولاية ليبيا عبر مجموعة رسائل عبر الفيسبوك، بعد نشره كاريكاتير ينتقد فيها سلوك وأعمال داعش الإرهابية بحق المدنيين والناس هناك بعد سقوط نظام القذافي، وبين بكاريكاتوره أن التنظيم الإرهابي هو ظلام أسود وليل يقتل الحياة والألوان الجميلة ومن بينها التسامح الديني، طلب منه التوبة والعودة عن الزندقة والكفر قبل وصول تنظيم داعش له وإعدامه أو عذاب جهنم في النهاية.
سنة 2016 وعبر موقع فرنسي يرصد الرايدكاليين في الشرق الأوسط، تم نشر صورة شخصية ومعلومات خاصة ورسوم كاريكاتير للفنان أسامة نزال تتهمه بأنه متعصب ومتشدد ويدعو للتحرض ضد السامية، مما أثار حفيظة الفنان، وعودته بالتواصل معهم وإثباته انه هو كنعاني عربي سامي لا يعادي نفسه ولا يعادي الديانات السماوية، وهو يرسم للحرية والاستقلال والسلام لشعبه وشعوب المنطقة، وهو ينتقد الممارسات العدوانية والمفرطة للجيش والعصابات الإسرائيلية بحق شعب اعزل يطالب بأبسط حقوق الإنسانية وهي الحرية، تم اتصال إعلامي من جهة صحفي فرنسي معه يعمل بالصحيفة الرسمية في باريس لنشر رواية الموقع ورواية الفنان، وبعد تواصل الفنان بالموقع مباشرة وإثبات عكس الاتهامات وبالدلائل تم حذف اسمه من قائمة الداعمين للعنف والإرهاب بالشرق الأوسط. 
سنة 2017 قامت إدارة موقع فيسبوك بحذف رسمة كاريكاتير رسمها ونشرها الفنان أسامة نزال على صفحته الشخصية تبرهن وتبين الدافع الذي قام به مقاوم فلسطيني بدهس مجموعة من جنود الاحتلال في القدس واتهام الكاريكاتير بأنه مادة إعلامية غير مرغوب فيها على الفيسبوك واعتبارها ماده تحريضية مع تنبيه، في حال عودة الكرة ثانيتاً بعقوبة أسبوعين حرمان من النشر.
في نهاية شهر أذار لسنة 2017 اقتحمت قوات الاحتلال الإسرائيلي مكتبة للكاريكاتير المتواجد في بلدة كفر نعمة قضاء رام الله 12 كيلو للغرب، تم تدمير الباب الرئيسي وتدمير المرسم كاملاً وإتلاف المحتويات من أرشيف ومقتنيات ومصادرة رسومات كاريكاتير، وتم احتجاز عائلته في غرفة حتى انتهى اقتحامهم، وطلبوا من والده إحضار أسامة من رام الله، لكن لم يفلح الأمر بطلبهم.
بشهر نيسان 2017 تعرض لثلاثة اتصالات من قبل المخابرات الإسرائيلية، لتسليم نفسه على حاجز قلنديا الاحتلالي الذي يفصل مدينة القدس عن باقي الضفة الغربية، رفض الفنان كل المحاولات لتسليم نفسه للمخابرات على قلنديا، بعد ذلك جاءه اتصال من نفس المخابرات لتسليم نفسه لسجن عوفر لمقابلة مخابرات الاحتلال، أجرى الفنان نزال اتصالاته بالجهات المعنية وتلقى الفنان تطمينات من قبل السلطة الفلسطينية عبر الارتباط الفلسطيني بالأمن الوطني، وسلم نفسه لمقابلة مخابرات الاحتلال يوم الخميس 01-05-2017 الساعة 2 ظهراً واستغرق الاستجواب مدة 3 ساعات متواصلة، وأطلق سراحه على الساعة 5 عصراً. 

## شهادات ودورات
حاصل على شهادة ثانوية عامة الفرع الأدبي.
حاصل على شهادة بكالوريوس في الفن البصري المعاصر - من الأكاديمية الدولية للفنون - فلسطين، والأكاديمية الوطنية KIU للفنون - أوسلو/النرويج.
- دورة التطوير المؤسسي والمهارت الإدارية.
- دورة إعداد طاقم وإرشاد ومشرفين.
- دورة مهارات تعبئة وتأثير.
- دورة حقوق الإنسان وسيادة القانون.
- دورة قانون دولي وحقوق انسان.
- دورة قيادة حاسوب ICDL.
- دورة تحويل النصوص لكرتون.

## العضوية
- عضو هيئة عامة لاتحاد العام للفنانيين التشكيليين الفلسطينيين.
- عضو مجلس إداري في الجمعية الفلسطينية للفن المعاصر.
- عضو في مجموعة cartoon movement.

### صحف ومجلات ومواقع
يقوم أسامة نزال حالياً بنشر أفكاره ورسوماته في بعض المواقع والصحف والمجلات بشكل يومي من أهم هذه الصحف والمواقع والمجلات.
- صحيفة المبادرة الوطنية.
- مجلة أمجاد.
- مجلة الديمقراطي.
- مجلة المشهد الفلسطيني.
- صوت الشباب بيالارا.
- فلسطين الشباب.
- مجلة سياج الوطن.
- صحيفة سنابل - جريدة الأيام.
- صحيفة نوافذ الثقافية.
- موقع إخباري الوسط اليوم.
- صحيفة الحال - جامعة بيرزيت.
- موقع قوات الأمن الوطني الفلسطيني.
- جريدة الزيتونة.
- موقع إيليا بيت المقدس الأخباري.
- موقع هولي لاند الإخباري 24 .
- موقع العاشرة.
- دنيا الوطن.
- أمد.
- صحيفة قراءات ديمقراطية.

## مشاركات ومعارض
أول معرض كان في سجن النقب الصحرواي عندما كان أسير في سجون الاحتلال / قسم 7ج الملقب 4أ - البيار 2007.
- افتتح معرض شخصي الأول خارج أسوار السجن تحت اسم (مجاز من نوع آخر) 2008 جامعة القدس المفتوحة رام الله.
- شارك في معرض مناهضة العنف ضد المرأة (لهون وبس) قصر رام الله الثقافي 2008.
- شارك بمعرض جماعي في أكاديمية الفنون رام الله (اليوم المفتوح) 2009.
- شارك في معرض الكتاب المفتوح في الإسكندرية/مصر (الأسرى) بواسطة وزارة الأسرى والمحررين 2010.
- شارك بمعرض فني جماعي (المجد للشهداء) القدس المفتوحة/قلقيلية 2010.
- شارك بمعرض جماعي متنقل بإشراف مؤسسة شمس لحقوق الإنسان في أربع جامعات فلسطينية 2011:
  - الجامعة العربية الأمريكية/جنين.
  - جامعة خضوري.
  - جامعة النجاح الوطنية.
  - جامعة بير.